# Ali Al-Badwawi
Ali Hamad Madhad Saif Al Badwawi (Arabisch: علي حامد مضاد سيف أل بدوو; 22 december 1972) is een voormalig voetbalscheidsrechter afkomstig uit de Verenigde Arabische Emiraten. Hij was in dienst van de FIFA en AFC tussen 2005 en 2019.
Al-Badwawi was scheidsrechter tijdens de Azië Cup in 2007 en 2011. Ook is hij regelmatig scheidsrechter geweest tijdens duels in de AFC Champions League. In groter verband is hij ook nog actief geweest tijdens het WK onder-17 in 2011, alsmede tijdens kwalificatiewedstrijden voor het WK 2010 en het WK 2014.
In maart 2013 noemde de FIFA Al-Badwawi een van de vijftig potentiële scheidsrechters voor het WK 2014 in Brazilië. De AFC nam in zijn voorselectie ook Khalil Al Ghamdi, Alireza Faghani, Ben Williams, Ravshan Irmatov, Yuichi Nishimura en Nawaf Shukralla op. Uiteindelijk was hij niet actief op het eindtoernooi.

## Interlands
| Datum            | Plaats                 | Wedstrijd                    | Uitslag | Competitie           | Kreeg geel | Kreeg voor de tweede keer geel en dus rood | Weggestuurd |
| ---------------- | ---------------------- | ---------------------------- | ------- | -------------------- | ---------- | ------------------------------------------ | ----------- |
| 14 januari 2006  | Caïro, Egypte          | Egypte – Zuid-Afrika         | 1 – 2   | Vriendschappelijk    | 1          | 0                                          | 0           |
| 14 juli 2007     | Jakarta, Indonesië     | Indonesië – Saoedi-Arabië    | 1 – 2   | AK 2007              | 6          | 0                                          | 0           |
| 22 juli 2007     | Kuala Lumpur, Maleisië | Iran – Zuid-Korea            | 0 – 0   | AK 2007              | 2          | 0                                          | 0           |
| 28 juli 2007     | Palembang, Indonesië   | Zuid-Korea – Japan           | 0 – 0   | AK 2007              | 3          | 1                                          | 0           |
| 13 oktober 2007  | Tashkent, Oezbekistan  | Oezbekistan – Chinees Taipei | 9 – 0   | WK 2010 kwalificatie | 1          | 0                                          | 0           |
| 10 januari 2008  | Abu Dhabi, VAE         | Egypte – Mali                | 1 – 0   | Vriendschappelijk    | 0          | 0                                          | 0           |
| 2 juni 2008      | Singapore, Singapore   | Singapore – Oezbekistan      | 3 – 7   | WK 2010 kwalificatie | 5          | 0                                          | 0           |
| 14 juni 2008     | Bangkok, Thailand      | Thailand – Japan             | 0 – 3   | WK 2010 kwalificatie | 6          | 0                                          | 0           |
| 15 oktober 2008  | Saitama, Japan         | Japan – Oezbekistan          | 1 – 1   | WK 2010 kwalificatie | 1          | 0                                          | 0           |
| 1 april 2008     | Sydney, Australië      | Australië – Oezbekistan      | 2 – 0   | WK 2010 kwalificatie | 4          | 0                                          | 0           |
| 1 februari 2009  | Dubai, VAE             | Azerbeidzjan – Oezbekistan   | 1 – 1   | Vriendschappelijk    | 1          | 0                                          | 0           |
| 14 november 2009 | Beiroet, Libanon       | Libanon – China              | 0 – 2   | AK 2011 kwalificatie | 5          | 0                                          | 0           |
| 22 november 2009 | Amman, Jordanië        | Jordanië – Iran              | 1 – 0   | AK 2011 kwalificatie | 2          | 0                                          | 0           |
| 6 januari 2010   | Sana'a, Jemen          | Jemen – Japan                | 2 – 3   | AK 2011 kwalificatie | 3          | 0                                          | 0           |
| 10 januari 2011  | Doha, Qatar            | India – Australië            | 0 – 4   | AK 2011              | 0          | 0                                          | 0           |
| 13 januari 2011  | Ar Rayyan, Qatar       | Jordanië – Saoedi-Arabië     | 1 – 0   | AK 2011              | 5          | 0                                          | 0           |
| 25 januari 2011  | Doha, Qatar            | Oezbekistan – Australië      | 0 – 6   | AK 2011              | 4          | 1                                          | 0           |
| 9 februari 2011  | Abu Dhabi, VAE         | Iran – Rusland               | 1 – 0   | Vriendschappelijk    | 1          | 1                                          | 0           |
| 3 juni 2011      | Seoul, Zuid-Korea      | Zuid-Korea – Servië          | 2 – 1   | Vriendschappelijk    | 1          | 0                                          | 0           |
| 23 juli 2011     | Doha, Qatar            | Qatar – Vietnam              | 3 – 0   | WK 2014 kwalificatie | 1          | 0                                          | 0           |
| 2 september 2011 | Saitama, Japan         | Japan – Noord-Korea          | 1 – 0   | WK 2014 kwalificatie | 3          | 0                                          | 1           |
| 15 november 2011 | Amman, Jordanië        | Jordanië – Irak              | 1 – 3   | WK 2014 kwalificatie | 2          | 0                                          | 0           |
| 8 juni 2012      | Doha, Qatar            | Qatar – Zuid-Korea           | 1 – 4   | WK 2014 kwalificatie | 4          | 0                                          | 0           |
| 14 november 2012 | Teheran, Iran          | Iran – Oezbekistan           | 0 – 1   | WK 2014 kwalificatie | 7          | 0                                          | 0           |